# 东软集团

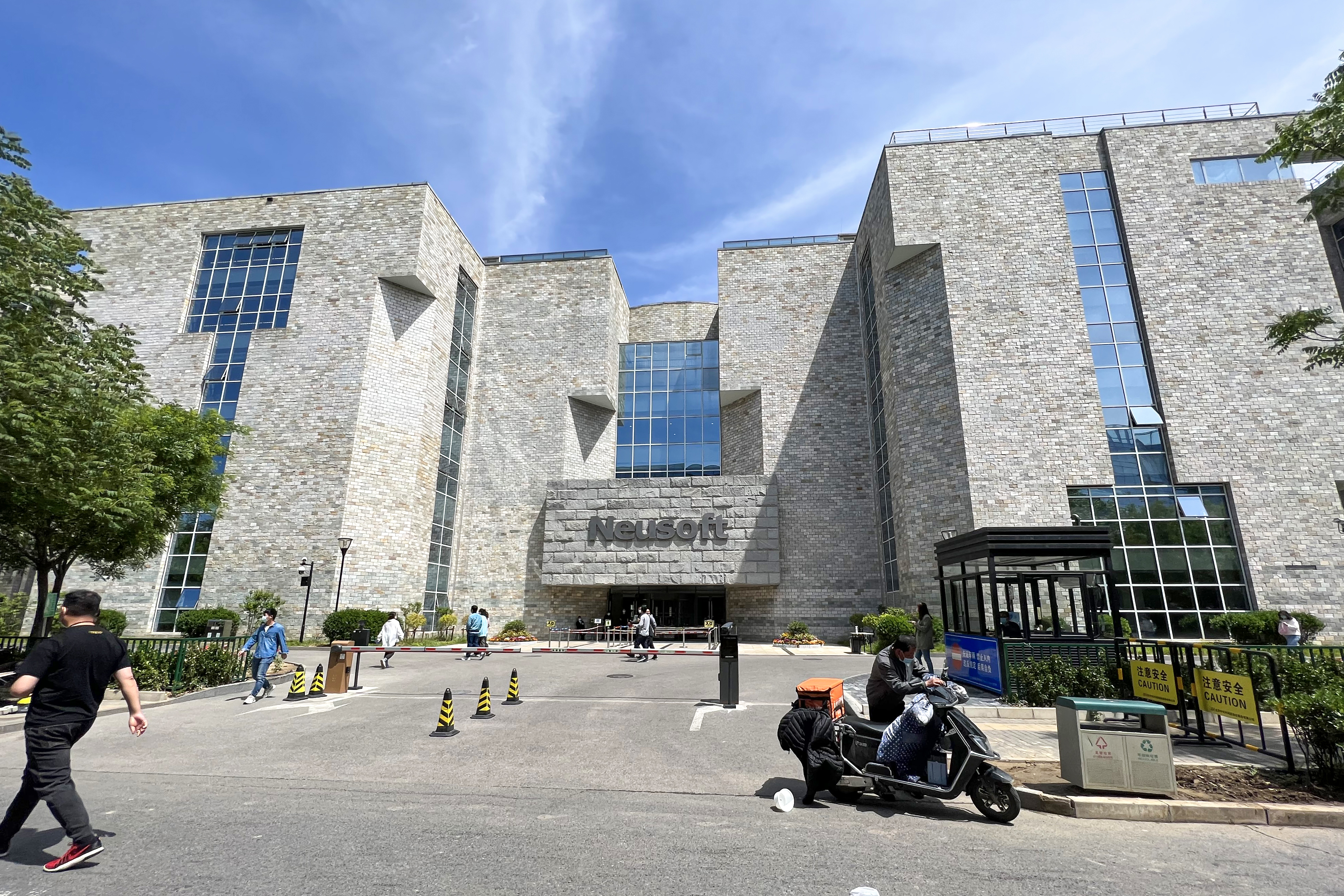
东软北京研发中心

东软集团，全称为东软集团股份有限公司（上交所：600718），是中国的软件开发的IT服务企业。公司位于辽宁省沈阳市。1996年6月18日于上海证券交易所上市，开盘价12.39人民币。
在中国建立了覆盖60多个城市的研发、销售及服务网络，在美国、日本、欧洲等地设有子公司。

## 发展史
- 1991年，东软成立，与阿尔派成立合资公司，在汽车电子领域展开合作。
- 1994年，软件与制造结合，进入医疗设备领域。
- 1996年，成为中国第一家上市的软件公司。软件与应用、服务结合，大规模进入行业解决方案市场。
- 2000-2002年，东软香港、美国、日本分公司相继成立。
- 2004年，成为获得CMMI5级评估的软件企业。
- 2008-2009年，东软欧洲公司成立。东软集团整体上市，致力于成为全球优秀的IT解决方案与服务提供商。
- 2011年，东软熙康成立，进入健康管理领域。
- 2014年，东软医疗、东软熙康引入战略投资者，加速医疗健康板块业务发展。
- 2015年，东软睿驰成立，推动汽车电子业务向智能化、互联网化、新能源化布局。
- 2018年，东软智能医疗研究院成立。[1]
- 2019冠状病毒病中国大陆疫情发生以来，东软集团开发了核酸检测信息系统，已在17个省120多个地市部署应用，包括北京、上海、重庆、天津等人口超大型城市，累计检测超过140亿人次。该公司也因在抗击疫情中的突出贡献获得国务院疫情联防联控小组以及各级政府的的赞扬[2]。
- 2022年9月，成都全城核酸，使用的东软系统不支持上万人的并发，程序数次崩溃，东软拒不承认是系统问题，系网络问题，无数市民排起长长队伍焦急等待，引起了成都市民的强烈谴责。[3][4]

## 教育
- 2000年，创办大连东软信息学院（大连）；
- 2001年，创办广东东软学院（佛山）；
- 2002年，创办成都东软学院（成都）。

## 外部連結
- 东软集团 （页面存档备份，存于）（简体中文）
- Neusoft Japan ホームページ （页面存档备份，存于）（日語）